# Kleinschnabel-Darwinfink
Der Kleinschnabel-Darwinfink (Camarhynchus pauper) ist eine Vogelart aus der Familie der Tangaren. Sie wird zur Gruppe der Darwinfinken gezählt, welche ein bekanntes Beispiel für die Adaptive Radiation sind.

## Beschreibung
Das Obergefieder ist graubraun mit weißlicher Farbe in den unteren Bereichen. Die Farbe des Kopfes unterscheidet das Geschlecht. Bei den Weibchen ist er graubraun, während er bei den Männchen schwarz ist. Der Schnabel des mittleren Baumfinken ist eine Zwischengröße zwischen dem Zwergdarwinfink (Camarhynchus parvulus) und dem Papageischnabel-Darwinfink (Camarhynchus psittacula). Alle drei Arten sind im gleichen Lebensraum zu finden und ernähren sich von Insekten.

## Verbreitung
Der Kleinschnabel-Darwinfink ist endemisch und kommt auf dem Hochland der Insel Floreana vor, welche ein Teil der Galapagosinseln in Ecuador ist. Ihr Nisthabitat befindet sich in den dort vorhandenen dichten Scalesia-Wäldern.

## Gefährdung
Der Kleinschnabel-Darwinfink ist aufgrund der invasiven Fliegenart Philornis downsi vom Aussterben bedroht (critically endangered). Der Bestand wird auf 600 bis 1700 Individuen geschätzt. Die eingeschleppte Fliege legt ihre Eier in die Nester des Darwinfinkes. Die Fliegenlarven zerstören das Nestmaterial und befallen die Jungtiere. Somit stellt der Fall eine Form des Parasitismus dar. Darüber hinaus trägt die ebenfalls eingeschleppte Hausratte zum Rückgang der Art bei. Problematisch ist der stark eingeschränkte Lebensraum der Vogelart, welcher sich auf nur eine Insel erstreckt und eine Erholung des Bestandes als schwierig gestaltet.